# Anitzberg
Anitzberg ist eine Ortschaft in der Gemeinde Hagenberg im Mühlkreis im Bezirk Freistadt, Oberösterreich.
Die Ortschaft befindet sich nordwestlich von Pregarten und östlich der Mühlkreis Autobahn. Am 1. Jänner 2024 zählte die Ortschaft 383 Einwohner.